# Violeta (novela)
Violeta es una novela de Prudenci Bertrana escrita en 1899, cuando el autor contaba con 32 años.   Se trata de la primera novela del autor, que permaneció inédita hasta 2013. El mismo autor dijo:  

la primera temptativa de suïcidi d'un trist pintor que està tip d'actuar de judes de si mateix i desitja penjar-se.
Prudenci Bertrana
Associació d'Escriptors en Llengua Catalana

 Tan solo unos pocos amigos del autor conocían su existencia antes de que el propio Bertrana hiciera referencia a la obra en los Juegos Florales de Gerona de 1935, cuando ya hacía unos 36 años que la había escrito. 
La primera vez que intentó publicarla fue en 1902, pero se desconocen las razones que frustraron la edición. 

## Argumento
La novela está ambientada en Gerona, remarcando el ambiente proletario. El narrador omnisciente nos presenta con acción mínima unas pocas escenas y personajes, casi todos anónimos, salvo Mercè, la amiga de Violeta, a la protagonista del relato: la huérfana Violeta. 
La novela nos habla de la vida amorosa de Violeta quien, a pesar de ser una huérfana abandonada, sin hogar, no pierde su inocencia. Se podría decir que se trata de un ser natural, por lo que es en la naturaleza donde está plenamente libre. Esta experiencia amorosa es la que hará que Violeta se encuentre con la realidad de la vida y su dureza. 